# Vollrohrzucker

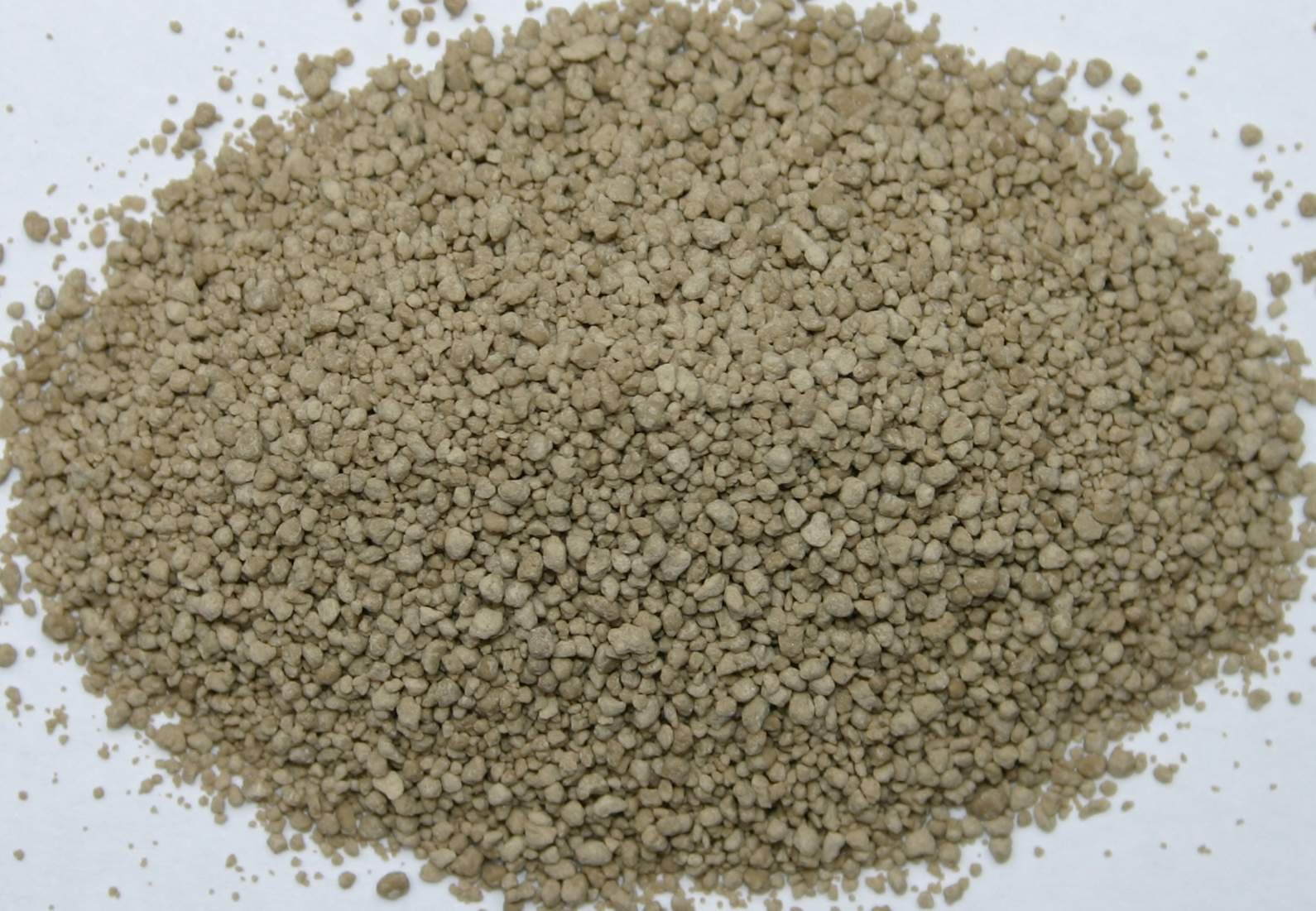
Vollrohrzucker, ungeklärt

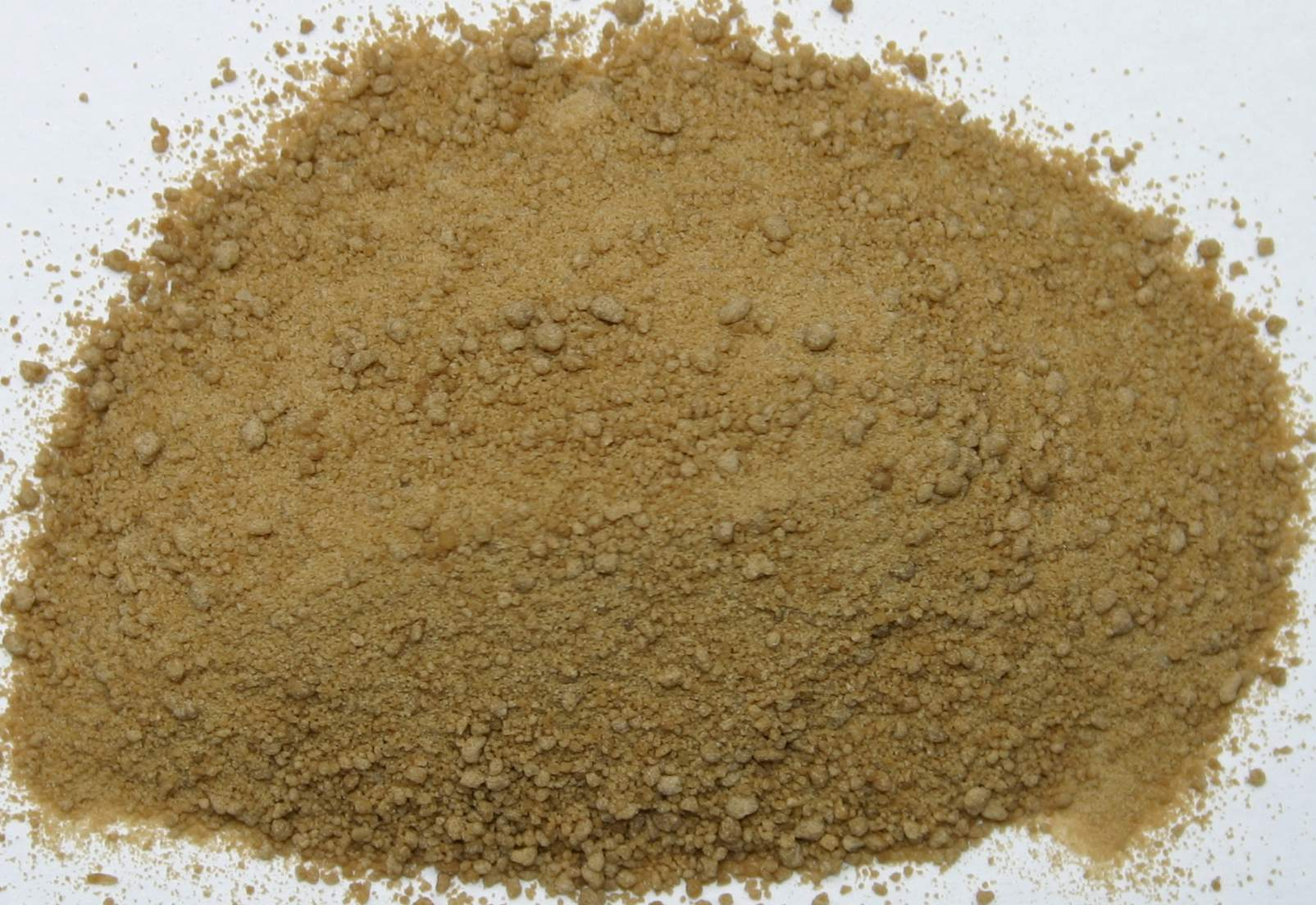
Vollrohrzucker, geklärt

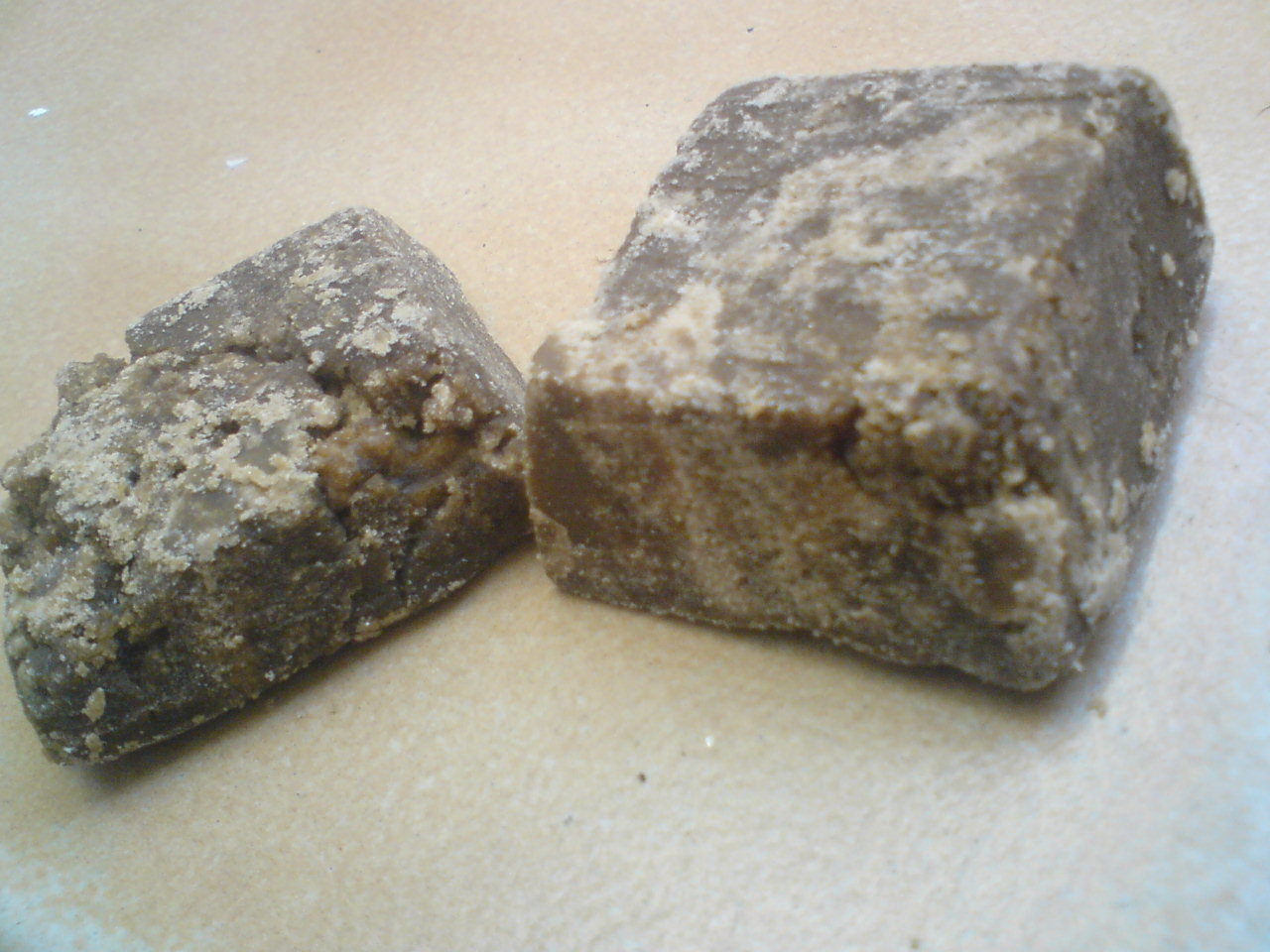
Rapadura (Brasilien)

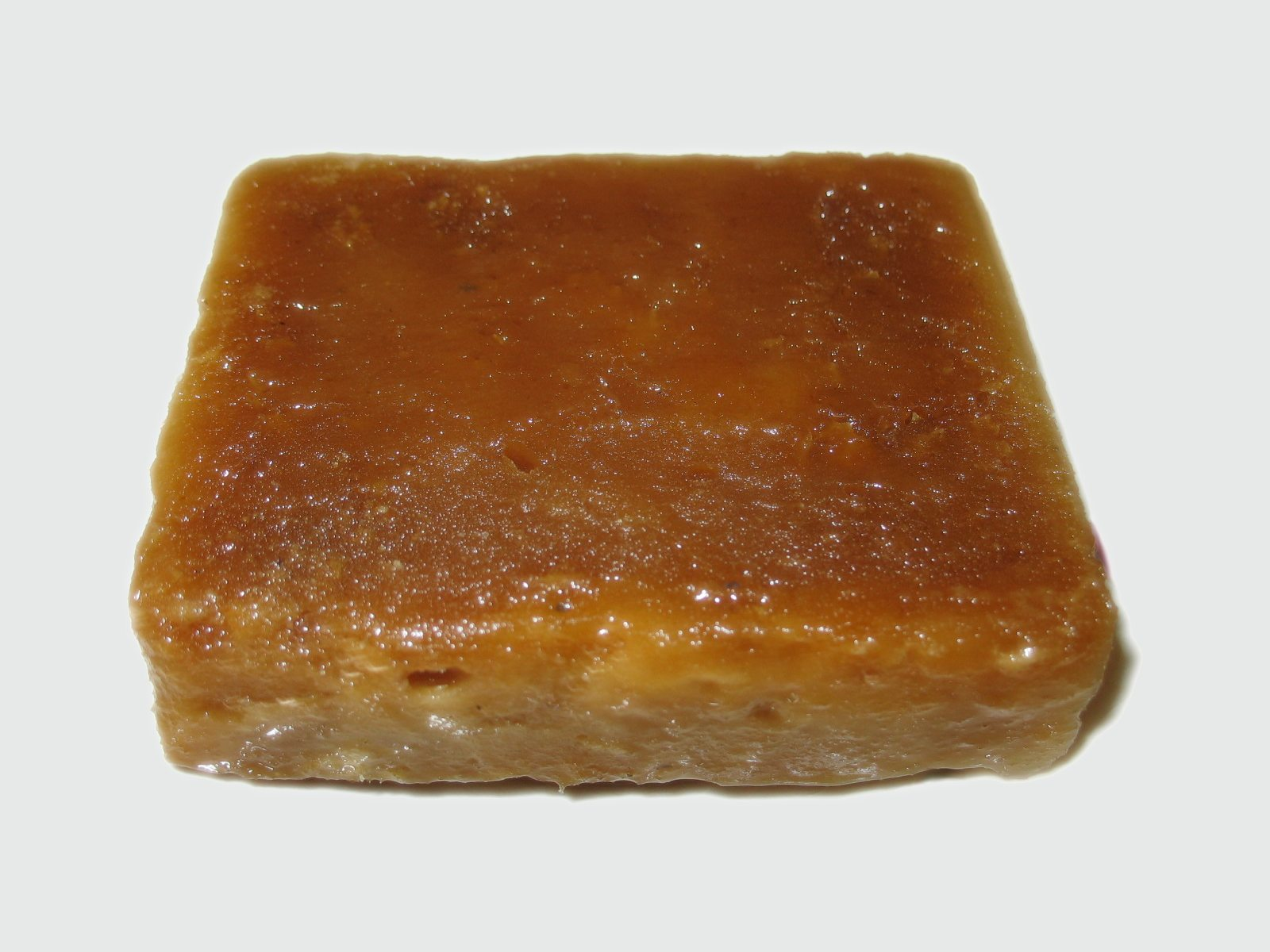
Panela (Kolumbien)

Vollrohrzucker (auch Muscovado oder Mascobado) ist eine unraffinierte Zuckersorte, die aus dem Saft des Zuckerrohrs durch Filtern, Eindicken, Trocknen und Mahlen gewonnen wird. Je nach Klärung ist das Endprodukt grau bis kräftig braun. Vollrohrzucker besitzt einen charakteristischen Eigengeschmack und besteht zu 91 % aus Saccharose.
Ursprünglich wurde der Saft nicht geklärt, wodurch Mineralien, Vitamine und Aromastoffe im Endprodukt verblieben. Einige Hersteller klären den Zuckersaft mittels der Kalk-Kohlensäure-Reinigung, wonach diese Inhaltsstoffe teilweise entfernt werden.
Der Eigengeschmack wird karamellartig, aber auch lakritzartig beschrieben. In Fertigprodukten ist er gelegentlich in Nussnougat-Creme, Schokolade, kakaohaltigen Getränkepulvern oder Müslis zu finden. Er eignet sich zum Süßen von Getränken, Gebäck, Süßspeisen, pikanten dunklen Saucen sowie für Schmorgerichte und kräftige Dessertsaucen. Das Produkt wird vorwiegend im Öko-Handel vertrieben und auch fair gehandelt.
Vollrohrzucker dient in Asien und Südamerika als traditionelles Süßungsmittel und wird in Indien auch als Heilmittel angewendet. In diesen Ländern wird der Zuckerrohrsaft noch am offenen Feuer aufgekocht.
Es gibt Untersuchungen, die darauf hindeuten, dass Vollrohrzucker weniger kariogen (kariesfördernd) ist als weißer Zucker. Hierzu gehören Aufzeichnungen von M.-H. Béguin zwischen 1968 und 1986 und In-vitro-Versuche von Osborn et al. Andere Forscher kommen hingegen zu dem Schluss, dass in der Kariogenität von weißem und Vollrohrzucker kein Unterschied besteht bzw. die kariesfördernden Eigenschaften gegenüber den karieshemmenden überwiegen. Der braune Zucker weist gegenüber Weißzucker keine wesentlichen physiologischen Vorteile auf. Das Vorkommen verunreinigender Fremdstoffe wird kritisch diskutiert.
Bei der traditionellen Herstellung von Vollrohrzucker in offenen Kesseln über dem Feuer entsteht bei einer Temperatur von ca. 120 °C Acrylamid, das als wahrscheinlich krebserzeugend eingestuft wird. Um die Herstellungstemperatur zu senken, sind Hersteller dazu übergegangen, den Vollrohrzucker unter Vakuum einzudicken.